# Tom Wudl
 Thomas (Tom) Wudl (* 1948 in Cochabamba, Bolivien; lebt in Los Angeles, Kalifornien) ist ein US-amerikanischer zeitgenössischer Maler und Zeichner.

## Leben und Werk
Tom Wudl immigrierte im Jahr 1958 in die USA und ließ sich in Los Angeles nieder. Er studierte von 1966 bis 1970 an der Chouinard Art School in Los Angeles.
Von 1975 bis 1999 war lehrte er Kunst an verschiedenen US-amerikanischen Hochschulen, unter anderem an der University of California, Irvine, Los Angeles und Santa Barbara, an der Otis-Parsons School of Art and Design in Los Angeles und am California Institute of the Arts.
Tom Wudl hatte seine ersten Einzelausstellungen im Jahr 1971 in der Eugenia Butler Gallery und in der Mizuno Gallery in Los Angeles.
Die Spanne seines malerischen Schaffens ist weit. Von Abstrakter Malerei bis zu einem poetischen, dekorativen Ansatz einer neuen Gegenständlichkeit umfasst sie mehrere Jahrzehnte künstlerischer Entwicklung.
Tom Wudl war mit einigen Bildern Teilnehmer der Documenta 5 in Kassel im Jahr 1972 in der Abteilung Idee + Idee/Licht. Im Jahr 1973 stellte er auf der Biennale de Paris und 1991 bei „Individual Realities in the California Art Scene“ im Sezon Museum of Art in Tokio aus. Er hat bis zum heutigen Tag weltweit Ausstellungen in den bedeutenden Museen und Galerien.
Seine Bilder sind unter anderem in der Sammlung des Whitney Museum of American Art in New York City, in den Museums of Contemporary Art in Chicago, San Diego, Los Angeles und anderen Museen und Sammlungen weltweit enthalten.